# Martín Posse
Martín Andrés Posse Paz (ur. 2 sierpnia 1975 w San Justo) – argentyński piłkarz, grający podczas kariery na pozycji napastnika.
Posiada również obywatelstwo hiszpańskie.

## Kariera klubowa
Martín Posse rozpoczął karierę w klubie Velez Sarsfield Buenos Aires w 1993. W lidze argentyńskiej zadebiutował 8 maja 1993 w zremisowanym 1-1 meczu z Club Atlético Lanús. Z Velez Sarsfield dwukrotnie zdobył mistrzostwo Argentyny: Clausura 1993, Apertura 1995, Clausura 1996 i Clausura 1998. Na arenie międzynarodowej Cardozo zdobył Copa Libertadores 1994 (nie wystąpił w finale z São Paulo FC, Copa Interamericana w 1994 (wystąpił w obu meczach z Cartaginés Cartago), Supercopa Sudamericana 1996 (wystąpił w obu meczach finałowych z Cruzeiro EC) oraz Recopa Sudamericana w 1996 (wystąpił w meczu z River Plate). Ogółem w latach 1993–1998 rozegrał w lidze argentyńskiej 98 meczów, w których strzelił w 28 bramek.
W 1998 wyjechał do hiszpańskiego RCD Espanyol.
W lidze hiszpańskiej zadebiutował 30 sierpnia 1998 wygranym 2-1 meczu z Tenerife. Po słabym sezonie 2002/03 Posse na kolejny sezon został wypożyczony do CD Tenerife. Po powrocie do Espanyolu nie mógł przez kolejne dwa sezony wywalczyć sobie miejsca w składzie. Ogółem w latach 1998–2006 w lidze hiszpańskiej Posse rozegrał 152 mecze, w których zdobył 15 bramek. Z Espanyol dwukrotnie zdobył Puchar Króla w 2000 i 2006. Karierę zakończył w 2007 w trzecioligowym Castelldefels. Ostatni mecz rozegrał 4 listopada 2007 w przegranym 0-1 meczu przeciwko Terrassie.
| Sezon     | Klub                         | Kraj      | Rozgrywki          | Mecze | Bramki |
| --------- | ---------------------------- | --------- | ------------------ | ----- | ------ |
| 1992/93   | Velez Sarsfield Buenos Aires | Argentyna | Primera División   | 1     | 0      |
| 1993/94   | Velez Sarsfield Buenos Aires | Argentyna | Primera División   | 9     | 1      |
| 1994/95   | Velez Sarsfield Buenos Aires | Argentyna | Primera División   | 1     | 0      |
| 1995/96   | Velez Sarsfield Buenos Aires | Argentyna | Primera División   | 26    | 7      |
| 1996/97   | Velez Sarsfield Buenos Aires | Argentyna | Primera División   | 26    | 5      |
| 1997/98   | Velez Sarsfield Buenos Aires | Argentyna | Primera División   | 35    | 15     |
| 1998/99   | RCD Espanyol                 | Hiszpania | Primera División   | 32    | 4      |
| 1999/2000 | RCD Espanyol                 | Hiszpania | Primera División   | 26    | 3      |
| 2000/01   | RCD Espanyol                 | Hiszpania | Primera División   | 33    | 4      |
| 2001/02   | RCD Espanyol                 | Hiszpania | Primera División   | 28    | 4      |
| 2002/03   | RCD Espanyol                 | Hiszpania | Primera División   | 21    | 0      |
| 2003/04   | CD Tenerife                  | Hiszpania | Segunda División   | 33    | 3      |
| 2004/05   | RCD Espanyol                 | Hiszpania | Primera División   | 7     | 0      |
| 2005/06   | RCD Espanyol                 | Hiszpania | Primera División   | 4     | 0      |
| 2007/08   | UE Castelldefels             | Hiszpania | Segunda División B | 4     | 0      |

## Kariera reprezentacyjna
W reprezentacji Argentyny Posse zadebiutował 17 czerwca 1997 w zremisowanym 1-1 meczu z Paragwajem podczas Copa América. Na tym turnieju wystąpił jeszcze w meczu ćwierćfinałowym z Peru. Ostatni raz w reprezentacji wystąpił 12 października 1997 w zremisowanym 0-0 meczu eliminacji Mistrzostw Świata 1998 z Urugwajem. Ogółem w barwach albicelestes wystąpił 3 razy.
| Mecze i gole w reprezentacji | Mecze i gole w reprezentacji | Mecze i gole w reprezentacji | Mecze i gole w reprezentacji | Mecze i gole w reprezentacji | Mecze i gole w reprezentacji | Mecze i gole w reprezentacji |
| #                            | Data                         | Miasto                       | Przeciwnik                   | Gol                          | Wynik                        | Rozgrywki                    |
| ---------------------------- | ---------------------------- | ---------------------------- | ---------------------------- | ---------------------------- | ---------------------------- | ---------------------------- |
| 1.                           | 17.06.1997                   | Cochabamba                   | Paragwaj                     |                              | 1:1                          | Copa América                 |
| 2.                           | 21.06.1997                   | Sucre                        | Peru                         |                              | 1:2                          | Copa América                 |
| 3.                           | 12.10.1997                   | Buenos Aires                 | Urugwaj                      |                              | 0:0                          | el. MŚ                       |